# Onitis vrydaghi
Onitis vrydaghi là một loài bọ cánh cứng trong họ Bọ hung (Scarabaeidae).